# Oravská Polhora
Oravská Polhora est un village de Slovaquie situé dans la région de Žilina.

## Histoire
Première mention écrite du village en 1580.

## Démographie

### Évolution de la population
| Année:               | 1994. | 2004.   | 2014.   | 2024.   |
| -------------------- | ----- | ------- | ------- | ------- |
| Nombre de personnes: | 3305  | 3623    | 3874    | 4025    |
| Différence:          |       | +9,62 % | +6,92 % | +3,89 % |

| Année:               | 2023. | 2024.   |
| -------------------- | ----- | ------- |
| Nombre de personnes: | 4014  | 4025    |
| Différence:          |       | +0,27 % |